# Очковая гага
Очко́вая, или фи́шерова га́га (лат. Somateria fischeri) — крупная птица семейства утиных. Гнездится на морских побережьях Аляски и Северо-Восточной Сибири. Редкий, спорадично распространённый вид. В отличие от более известной обыкновенной гаги, сбор пуха этой утки не практикуется. Научное, а также второе русское, название присвоено в честь русского естествоиспытателя, почётного члена Петербургской Академии наук Г. И. Фишера фон Вальдгейма.

## Описание
Достаточно крупная утка массивного телосложения, с большой головой, короткой шеей и клиновидным длинным клювом. Несколько меньше двух других представителей рода — обыкновенной гаги и гаги-гребенушки: длина 51—58 см, масса около 1630 г.
Селезень по окраске напоминает селезня обыкновенной гаги, с которым его объединяют беловато-кремовый верх, и чёрновато-дымчатые надхвостье и брюхо. Однако у очковой гаги грудь чёрная, а не розоватая, а также развит отличный рисунок на голове. Главное украшение головы, характерное только для этой гаги — большие (до 30 мм в диаметре) вздутые пятна вокруг глаз, «очки» (отсюда русское название). У самца в брачном наряде они белые с узкой чёрной каёмкой, у самки — серовато-бурые. У обоих полов оперение лба широким клином выступает по надклювью далее ноздрей, как бы залезает на него; на затылке перья удлинены, образуя пучок или гриву. Лоб, верх головы и щёки самца фисташково-зелёные, клюв оранжевый. Летом самец теряет контрастные детали оперения: голова становится однообразно серой (очки также серые, но несколько другого оттенка), грудь буроватой, брюхо серым с чёрными вершинами перьев.
Взрослая самка в любое время года рыжевато-бурая в мелких пестринах. Её окрас почти не отличается от аналогичного у обыкновенной гаги и гаги-гребенушки, а идентифицировать её можно по оперению в основании клюва и очкам. Молодые птицы похожи на взрослую самку, но их оперение более тусклое и размытое, чем у самок, с менее выраженной поперечной полосатостью. Голос такой же, как у других видов гаг.

## Распространение

### Ареал

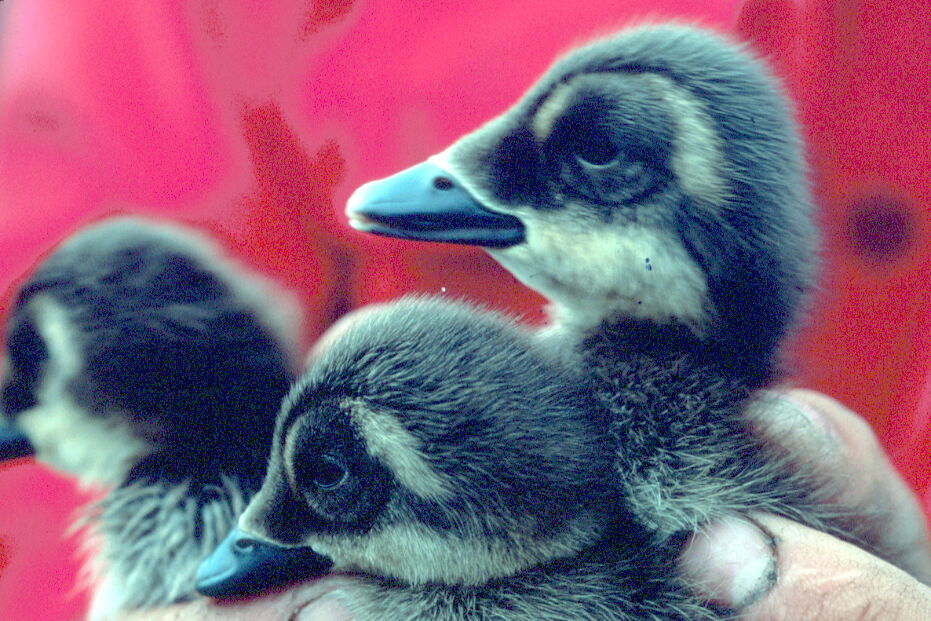
Утята

Область распространения очковой гаги одна из наиболее ограниченных среди всех полярных птиц. Основные места гнездовий этой птицы расположены вдоль арктического побережья России в устьях Колымы и Индигирки, в узкой полосе тундры в промежутке между бассейнами этих рек, а также в районе дельты Юкона на Аляске. Наиболее западной областью в Восточной Сибири, где отмечены гнездовья птицы, следует считать дельту Яны, наиболее восточной — Колючинскую губу. В Америке гаги населяют побережье Аляски от мыса Барроу к югу Бристольского залива, а также остров Святого Лаврентия.
Зимой прибрежные воды этих всех этих районов покрыты толстым слоем льда, и птицы, по всей видимости, перемещаются к югу на незамерзающие участки Берингова моря. Отдельные залёты этих птиц были зарегистрированы в Калифорнии (1893), в Норвегии (1933, 1970), в Мурманской области (1938), на острове Ванкувер (1962).

### Местообитания
Гнездится в узкой прибрежной полосе тундры на небольших протоках, болотцах, лужах. Вне сезона размножения проводит время в открытом море далеко от берегов, вероятно у кромки льдов.

## Питание
Как и другие гаги, очковая гага питается преимущественно моллюсками, за которыми ныряет на морское дно. Кроме того, употребляет в пищу ракообразных, а в период размножения на берегу насекомых и их личинки, пауков, семена и побеги трав, ягоды.

## Размножение

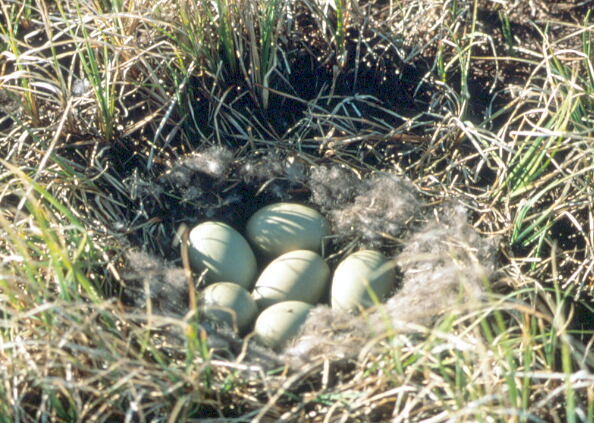
Кладка

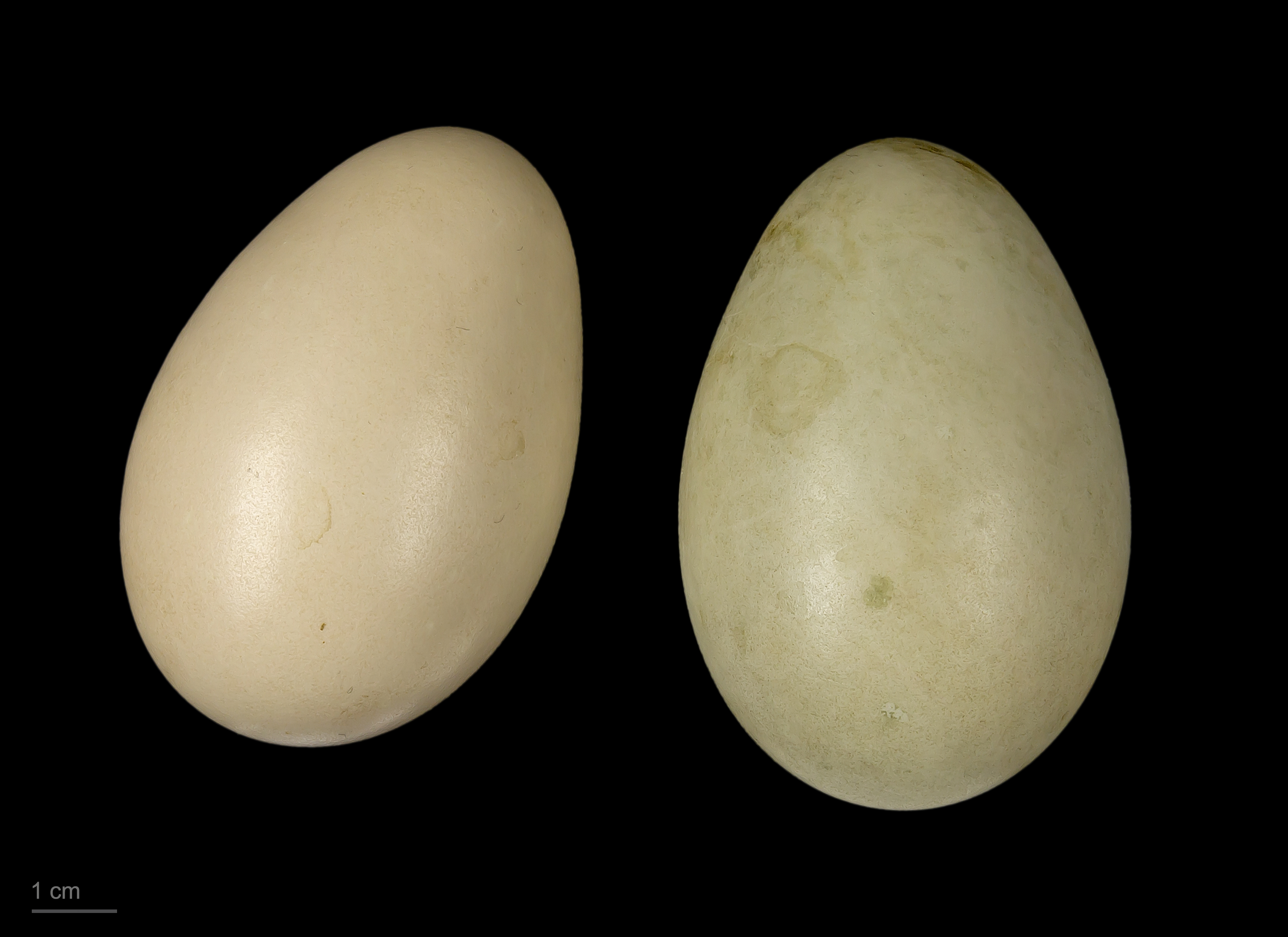
яйцо Somateria fischeri - Тулузский музеум

Начало сезона размножения в мае—июне. К местам гнездовий утки прилетают уже сформировавшимися парами. Колоний не образуют и, как правило, гнездятся обособленно от других гаг, занимая небольшие озёра с низкими болотистыми берегами. Иногда на более крупных водоёмах с изрезанной береговой линией могут гнездиться одновременно несколько пар в непосредственной близости друг от друга. Место для гнезда, обычно на сухом травянистом бугорке с хорошим обзором возле воды, выбирает самка, часто следуя в сопровождении самца. Она выкапывает неглубокую лунку во мху либо в грунте, часто добавляет в неё несколько пучков бурьяна и откладывает 4—5 яиц с интервалом по одному яйцу в сутки. По мере увеличения кладки утка укрывает яйца пухом, выщипывая его из своей груди. Иногда ещё до появления потомства близлежащая лужа пересыхает, и соседний водоём оказывается на значительном удалении от гнезда.
Начало насиживания ещё до кладки последнего яйца, его продолжительность около 24 дней. На полной кладке утка сидит плотно — как и к обыкновенной гаге, к ней можно подойти вплотную и потрогать. Птенцы появляются на свет в течение нескольких часов. Они покрыто буровато-серым сверху и беловатым снизу пухом, и вскоре после вылупления покидают гнездо и следуют за самкой к воде. Пока птенцы не способны летать, семейство держится в стороне от моря на ближайшем к гнезду пресноводном водоёме. Самцы участия в насиживании и ухаживании за потомством не принимают, и покидают самку вскоре после кладки последнего яйца, отправляясь на линьку. Птенцы становятся на крыло в возрасте 50—53 дней, после чего отлетают к морю и выводки рассеиваются.